# Chic Parisien Bachwitz

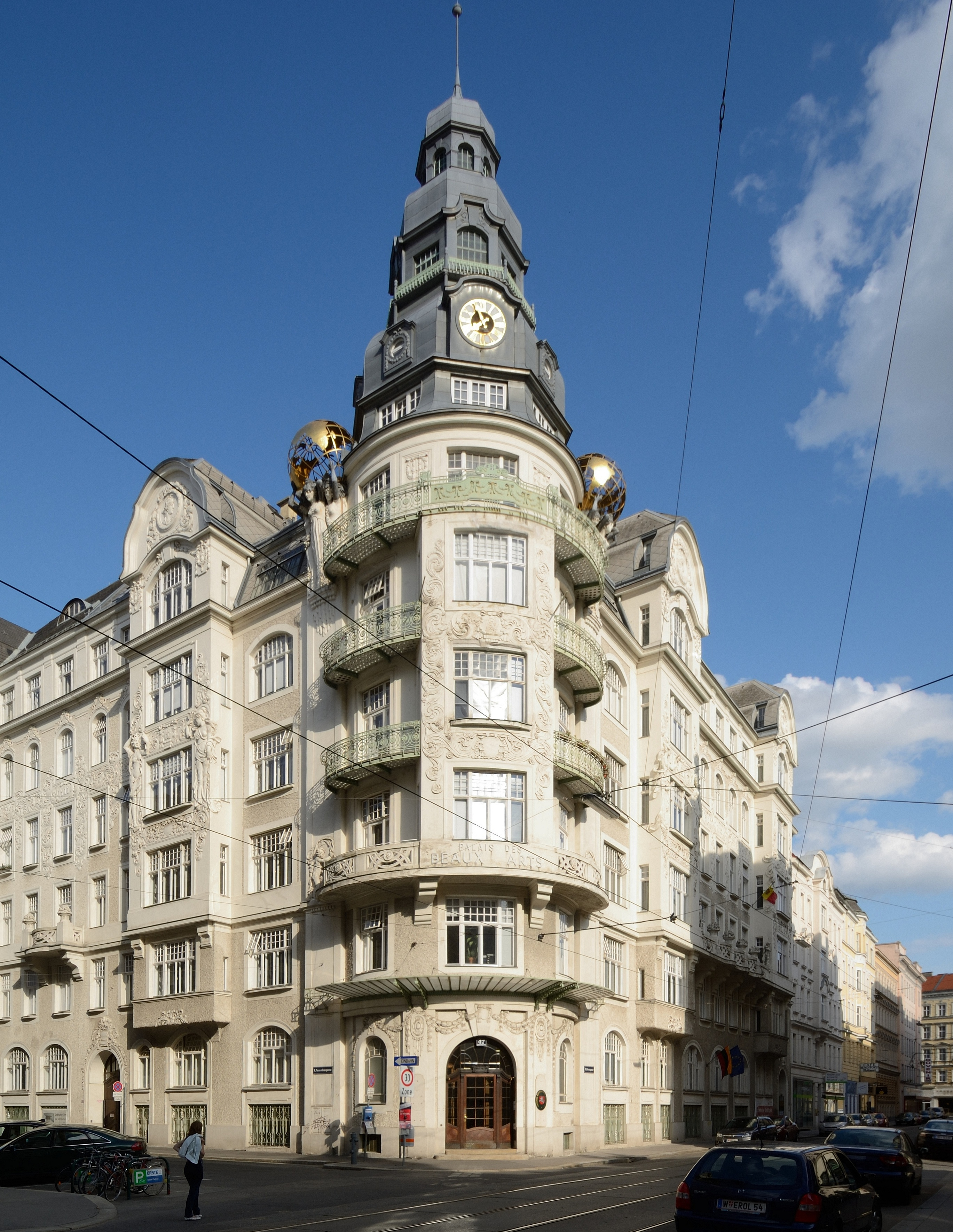
Das Palais des Beaux Arts, Löwengasse 47, Paracelsusgasse 9

Die Chic Parisien Bachwitz AG war ein internationaler Modeverlag mit Hauptsitz in Wien und Nebensitzen in Paris, London, New York, Brüssel und Berlin. Bis zu 50 Magazine wurden hier veröffentlicht. Wohlhabende amerikanische Prominente der damaligen Zeit nutzten die Zeitschrift Chic Parisien als Katalog, um aus der neuesten europäischen Mode zu wählen. Der Sitz des Unternehmens befand sich im Palais des Beaux Arts in Wien. Nach dem Anschluss 1938 wurde die Firma arisiert, die verbliebene Führung in oder auf dem Weg zu Konzentrationslagern ermordet.

## Geschichte
Die 1898–1958 offiziell tätige Atelier Bachwitz / Bachwitz AG war ein internationaler Verlag, der im Palais des Beaux Arts in der Löwengasse 47 im 3. Wiener Gemeindebezirk Mode- und Lifestylemagazine produzierte und vertrieb. Initiiert von Arnold Bachwitz wurde der Verlag bis zum Aufkommen des Nationalsozialismus hauptsächlich von ihm, seiner Frau Rosine und den Töchtern Alice und Margarethe geführt. Am 12. November 1930 starb Arnold Bachwitz (geboren 1854) im Alter von 76 Jahren eines natürlichen Todes in Wien. Rosine Bachwitz übernahm die Position der Hauptverwalterin des Atelier Bachwitz / Bachwitz AG.
Das Gebäude wurde von Arnold Bachwitz, dem Besitzer des Modeverlagimperiums Chic Parisien Bachwitz AG, in Auftrag gegeben. Die Chic Parisien Bachwitz AG war ein auf Modethemen spezialisierter und international tätiger Verlag (daher auch die repräsentativen, auf dem Gebäude thronenden Weltkugeln), der an diesem Ort etwa 50 Zeitschriften, teilweise in dreisprachigen Ausgaben, produzierte.
Zu den aktuellen und saisonalen Zeitschriften von Bachwitz gehörten The Fashion Designer, Chic Parisien (1898–1939), The Large Mode (1900–1922), The Elegant Woman (1900–1929), The Coming Season (1920–1938), Les Tailleurs Charmants (1939) und Moderne Welt (1918–1939). Eine Reihe ihrer Veröffentlichungen wurden in mehreren Sprachen (Deutsch, Französisch, Englisch und Russisch) gedruckt und Vertriebspartner ihrer Veröffentlichungen befanden sich in Paris, Wien, London, Berlin, Brüssel, Mailand, Lissabon, New York, Prag, Bukarest, Minsk, Madrid, Barcelona, Auckland, Melbourne und Warschau.
1938, nach dem Anschluss Österreichs an das Deutsche Reich, fiel der Verwaltungsrat des Unternehmens unter die Herrschaft der Nürnberger Rassegesetze und wurde im Rahmen der „Entjudung der Wirtschaft“ arisiert. Infolge dieser Beschlagnahme wurde der Vorstand, der hauptsächlich aus der Familie Bachwitz bestand, ersetzt, ihr die Verlagsrechte an mehreren Modezeitschriften entzogen. Mit dem Kauf von 20.000 Aktien wurde am 4. November 1940 der Verlag der Deutschen Arbeitsfront Eigentümer der Bachwitz AG und wandelte das Unternehmen in eine Werbe- und Propagandafirma des Regimes um. 1942 wurde Rosine Bachwitz, Verwalterin des Atelier Bachwitz / Bachwitz AG und Witwe nach Arnold Bachwitz, im KZ Theresienstadt ermordet. Beider Tochter Alice Strel (geb. 1887) wurde verhaftet und am 10. Juni nach Prag deportiert; sie ging in Tallinn, Estland verloren und starb unter unbekannten Umständen bei einem Todestransport aus Prag. Grete Lebach, die andere Tochter, war am 17. August 1938 in Wien an Krebs verstorben.
Innerhalb von nur vier Jahren waren die ursprünglichen Besitzer des Palais des Beaux Arts Wien fast vollständig ausgelöscht.
1946 wurde Atelier Bachwitz Eigentum der Republik Österreich und bestand fast ausschließlich auf Papier. 1958 wurde die Firma aufgelöst und im Handelsregister gelöscht.

## Familie
Theodore Gottlieb, der Enkel von Arnold und Rosine Bachwitz, entkam dem KZ Dachau, flüchtete mit der Hilfe von Albert Einstein in die USA und machte als Brother Theodore als Comedian Karriere.

## Sammlungen
- Münchner Stadtmuseum